# Як-40
Як-40 (по кодификации НАТО: Codling — в переводе с англ. — «мелкая треска») — первый в мире трёхдвигательный турбореактивный пассажирский самолёт 3-го класса для местных авиалиний, разработанный в СССР в 1960-е годы.

## История создания
Постановление Совета Министров СССР о создании самолёта для замены Ил-12 и Ил-14 вышло в 1960 году. Проект Як-40 разработан в ОКБ Яковлева в 1964 году.
До Як-40 ОКБ А. С. Яковлева никогда не занималось проектированием многоместных пассажирских самолётов, основным направлением ОКБ были учебные, боевые и спортивные самолёты. Появление на местных авиалиниях самолёта Як-40 позволило заменить летавшие долгое время на внутренних советских линиях устаревшие поршневые самолёты Ил-12, Ли-2 и Ил-14.
При проектировании самолёта перед конструкторами стояла задача найти компромисс между надёжностью, обеспечивающий высокую безопасность полёта, и экономичностью, также непритязательность к аэродрому и современный комфорт для пассажиров. Як-40 не нуждается в аэродромных передвижных трапах, в хвостовой части предусмотрен откидной посадочный трап.
Опытный образец построен в 1965 году, лётные испытания начались в 1966 году: 21 октября состоялся первый полёт «Як-40» с тремя двухконтурными турбореактивными двигателями (ТРДД) АИ-25. Пилотировали машину лётчики-испытатели А. Л. Колосов, Ю. В. Петров. Тогда же самолёт был запущен в серийное производство на авиационном заводе в Саратове, а первые самолёты были переданы «Аэрофлоту».
Первые регулярные рейсы Як-40 начались из аэропорта Быково, что нашло отражение в гербе городского поселения Быково Раменского района Московской области в 2009 году.
Самолёты первых выпусков имели 24 пассажирских места. Некоторое время самолёт выпускался с взлётной массой 14,7 т и числом мест 27. Дальность полёта составляла 710 км (с резервами топлива). Позднее приступили к выпуску улучшенного варианта с взлётной массой 16,1 т и числом мест 32. На этой модификации удалось увеличить дальность полёта. Схема с прямым крылом и кормовой установкой трёх двигателей, средний из которых оснащён реверсивным устройством. Возможен горизонтальный полёт с одним из трёх двигателей.
На середину 1972 года самолёты Як-40 налетали более 150 миллионов километров и перевезли около 7 миллионов пассажиров.
С 1975 года начал выпускаться вариант самолёта Як-40К для грузовых и смешанных перевозок. Максимальная коммерческая нагрузка на нём была увеличена до 3200 кг. Одновременно с пассажирскими вариантами выпускался административный вариант самолёта с салонами 1-го и 2-го класса.
Серийное производство самолёта было прекращено в 1981 году из-за перехода завода-изготовителя на производство нового самолёта Як-42. Ещё одной причиной явилась начавшаяся в стране кампания экономии. Реактивный самолёт, перевозивший всего два-три десятка человек на небольшие расстояния, стал экономически невыгодным. Последний экземпляр Як-40 заводской номер 9840459 был построен для Закарпатского машиностроительного завода в январе 1982 года. Первое массовое списание лайнеров состоялось в конце 1980-х годов. В 1990-е годы сложности с приобретением новой техники и сравнительно низкие цены на авиационное топливо сделали Як-40 востребованным самолётом, многие из них в эти годы использовались в качестве корпоративного и VIP-транспорта. В 1992 году на Смоленском авиационном заводе была организована доработка самолётов Як-40 в вариант Як-40Д с увеличенным объёмом топливных баков (6 т), а в 1996 — доработка самолётов Як-40 в административный вариант (установка радиооборудования для полётов по международным линиям, оборудование салона бизнес-класса, наружная окраска полиуретановыми эмалями). По мере старения авиапарка, роста цен на топливо, появления на рынке более экономичных и современных конкурентов, а также стремительного свёртывания региональных авиаперевозок самолёты типа Як-40 стали всё реже появляться в небе, а с начала 2000-х годов началось их массовое списание и вывод из эксплуатации.

### Модернизация СибНИА
В 2012 году в СибНИА имени С. А. Чаплыгина начаты инициативные работы по ремоторизации Як-40. На одной из машин заменили сначала один, а позднее два двигателя на Garrett TFE731. После успешной обкатки третий двигатель в фюзеляже был демонтирован и вместо него установлена вспомогательная силовая установка с соответствующими аэродинамическими накладками на месте демонтированных воздухозаборника и сопла. В ноябре 2016 года модернизированный самолёт в двухдвигательном исполнении, получивший наименование Як-40МС, совершил свой первый полёт.
Проект не предполагал участия ОКБ им. Яковлева, заявившего о незаинтересованности в работе над самолётом.
Впоследствии, двухдвигательная машина стала основой для отработки элементов перспективного воздушного судна для региональных и местных авиаперевозок по заказу Минпромторга. 
В рамках соответствующих научно-исследовательских и опытно-конструкторских работ (НИОКР) самолёт получил наименование демонстратора технологий СТР-40ДТ (самолёт турбореактивный 40 демонстратор технологии). 
Модернизированный Як-40 с новым крылом большего размаха и меньшей площади из композиционных материалов и с законцовками (винглетами), с дальностью, увеличенной с 3-х до 5 тысяч км, при значительно большей скорости.
Заявленная цель проекта — отработка технологий, использованных в ТВС-2ДТС (ЛМС-9), для скоростных самолётов. Начало лётных испытаний было запланировано на конец 2017 года. Позднее сроки перенесены на 2019 год.
В 2018 году на нём полностью заменили крыло на композитное. В декабре 2018 года самолёт начал выполнение программы испытательных полётов. Предполагалось, что НИОКР закончится созданием прототипа нового полностью композитного самолёта в размерности и компоновке Як-40.
4 декабря 2018 года СТР-40ДТ впервые взлетел с заводского аэродрома Новосибирского авиационного завода имени В. П. Чкалова — Ельцовка. Машиной управлял экипаж во главе с командиром Игорем Мосейкиным, руководителем авиационного сертификационного центра СибНИА.
В апреле 2017 года научный руководитель СибНИА Алексей Серьёзнов сообщил, что специалисты института планируют изготовление композитного фюзеляжа самолёта, что позволит создать полностью композитный прототип Як-40.
В июле 2019 года СибНИА завершил работы над самолётом на базе ЯК-40. Установленные два двигателя вместо трёх и цельнокомпозитное крыло позволило увеличить крейсерскую скорость до 700 километров в час вместо 500 км/ч у ЯК-40 и снизить расход топлива до 560-590 килограммов в час вместо 1150. Созданный летающий прототип, согласно СибНИА, соответствует заданным требованиям программы МинПромторга.

## Конструкция и общие сведения о самолёте
Як-40 - ближнемагистральный самолёт, предназначенный для перевозки пассажиров и грузов. Состав экипажа: командир ВС, второй пилот, бортмеханик и бортпроводник. Самолёт представляет собой цельнометаллический моноплан с низкорасположенным прямым крылом, Т-образным хвостовым оперением и трёхопорным шасси, убирающимся в полёте. В хвостовой части расположены три турбореактивных двигателя и вспомогательная силовая установка. Средний двигатель оборудован реверсивно-тормозным устройством, уменьшающим посадочную дистанцию самолёта.

### Планер
- Фюзеляж — представляет собой цельнометаллическую конструкцию типа полумонокок. В поперечном сечении фюзеляж имеет круглую форму, а в хвостовой части эллиптическую. Фюзеляж технологически разделён на три части: носовая, средняя и хвостовая. Фюзеляж между шпангоутами № 2 и № 33 герметичный.

В носовой герметичной части фюзеляжа расположены кабина экипажа и отсеки оборудования, в средней части находится пассажирский салон, в хвостовой части багажное отделение, гардероб, буфет, туалет, входной трап с нишей и отсек среднего двигателя.
В носовой негерметичной части фюзеляжа размещена передняя стойка, в хвостовой части к фюзеляжу крепятся оперение, пилоны с двигателями, средний двигатель и трап для входа пассажиров. Под полом пассажирского салона проходят тяги управления, электро- и радиопроводка, трубопроводы, а также размещены антенны радиооборудования. Носовой кок является радиопрозрачным обтекателем антенны метеолокатора. К хвостовому коку крепятся два щитка реверсивно-тормозного устройства.
Пол пассажирской кабины выполнен из стеклотекстолитовых панелей с сотовым заполнителем. Пол кабины экипажа и пол пассажирской кабины над крылом зашит гладкими дюралевыми листами. Окна пассажирской кабины круглые, имеют по два стекла: внутреннее толщиной 6 мм и наружнее толщиной 3 мм. Фонарь кабины экипажа имеет семь окон, два из которых являются форточками.
Задний входной трап расположен в негерметичной зоне фюзеляжа. Управление трапом электрогидравлическое или ручное. На самолёте имеются следующие двери и люки: входная дверь на шпангоуте № 33; верхний аварийный люк в фонаре кабины экипажа; аварийная дверь в пассажирском салоне; три аварийных люка пассажирском салоне; дверь кабины экипажа.
- Крыло

Крыло самолёта прямое, большого удлинения, состоит из двух консолей кессонной конструкции. По виду в плане крыло трапециевидной формы. Часть консоли крыла загерметизирована и является топливным кессоном. Носовая часть каждой консоли оборудована воздушным противообледенительным устройством. Основной силовой набор крыла: носовая балка, передний и задний лонжероны, стрингеры, и элементы поперечного набора — нервюры. Обшивка конструкции выполнена из дюралюминиевых листов. В корневых частях консолей сделаны вырезы под нишу, где в убранном положении размещаются амортизационная стойка и колесо главной опоры шасси. Отсек консоли крыла между носовой балкой и передним лонжероном используется для размещения агрегатов топливной системы. На концах каждой консоли установлены законцовки с бортовыми аэронавигационными огнями и двумя съёмниками статического электричества. Стыковка консолей производится по оси симметрии самолёта.
Механизация крыла — на каждой консоли расположены три выдвижных закрылка и две секции элерона с триммером на правой корневой секции. Элероны — расположены у задней кромки крыла на его концах и отклоняются одновременно в противоположные стороны для создания крена. На каждой консоли установлены корневой и концевой элероны. Элероны имеют весовую балансировку и аэродинамическую компенсацию. Закрылки — однощелевые, выдвижные, расположены в хвостовой части крыла. Для обеспечения синхронности выпуска и уборки все закрылки кинематически связаны между собой.
Хвостовое оперение — свободнонесущее, однокилевое, Т-образное с высокорасположенным стабилизатором.
Вертикальное оперение — состоит из киля и руля направления, снабжённого триммером. Горизонтальное оперение — стабилизатор и руль высоты. Киль и стабилизатор двухлонжеронной конструкции. Носовые части киля и стабилизатора выполнены с воздушным противообледенительным устройством. Стабилизатор переставной в полёте, угол установки может меняться от +3 до −6 градусов. Рули высоты и направления однолонжеронной конструкции, имеют осевую аэродинамическую и весовую балансировку.

### Шасси
Шасси самолёта Як-40 выполнено по трёхопорной схеме и состоит из двух главных и одной передней опоры. Передняя опора крепится в носовой части фюзеляжа и и убирается вперёд по полёту в фюзеляж, в нишу шасси, расположенную в отсеке под кабиной экипажа. Основные опоры установлены в корневых частях консолей крыла и в полёте убираются по направлению к оси фюзеляжа. Амортизация опор воздушно-гидравлическая.
Передняя опора, с рычажной подвеской колёс, поворотная. Колесо нетормозное. Отсек передней опоры закрывается створками. Управление поворотом колеса передней опоры производится от гидросистемы, педалями руля направления.
Основные опоры шасси рычажного типа и состоят из амортизационной стойки, колеса, складывающегося подкоса с замками выпущенного и убранного положения. Колёса основных стоек снабжены тормозами и антиюзовым автоматом.
Управление выпуском и уборкой шасси электрогидравлическое.

### Силовая установка
Три турбореактивных двигателя АИ-25 (3×1500 кгс), разработанных ГП ЗМКБ «Прогресс» имени академика А. Г. Ивченко: два двигателя установлены на пилонах в хвостовой части фюзеляжа, третий внутри хвостовой части фюзеляжа с S-образным воздухозаборником. При этом средний (хвостовой) двигатель на Як-40 отличался сильным дымным выхлопом, особенно на взлётном режиме. В связи с этой особенностью, во многих авиаотрядах Як-40 получил прозвище «окурок».
В боковые двигатели воздух поступает через короткие прямые воздухозаборники, а в средний двигатель через воздухозаборник, расположенный в основании передней кромки киля, и далее через S-образный канал. Воздухозаборники всех трёх двигателей обогреваются воздухом системы противообледенения.
Топливо размещено в двух кессон-баках крыла, максимальный запас топлива — 4000 кг.
Реверсивное устройство на среднем двигателе является частью конструкции самолёта. Такое решение позволило обеспечить взаимозаменяемость двигателей.
В качестве вспомогательной силовой установки использован АИ-9, который применяется для запуска двигателей.

### Гидравлическая система
Состоит из двух автономных систем: основной и аварийной. Основная система питается от двух насосов, аварийная от насосной станции. Рабочая жидкость — АМГ-10.
Основная система предназначена для: управления стеклоочистителями лобовых стёкол кабины пилотов; поворота колёс передней стойки шасси; выпуска и уборки щитков реверсивно-тормозного устройства; выпуска и уборки закрылков; управления стабилизатором; уборка и выпуска шасси; торможения колёс основных стоек шасси.
Аварийная гидросистема предназначена для: аварийного выпуска закрылков; аварийного управления стабилизатором; аварийного выпуска шасси; стояночного торможения колёс основных стоек шасси; выпуска и уборки бортового трапа. Аварийная гидросистема предназначена для питания некоторых самолётных потребителей в случае падения давления в основной системе.

### Система управления
Система управления самолётом включает: управление рулём высоты, элеронами, рулём направления, триммерами, стопорение рулей и элеронов на стоянке. Самолётом управляют два пилота, сидящие рядом. Каждый пилот имеет свою колонку управления со штурвалом и педали. Колонки управления, штурвалы и педали обоих пилотов жёстко связаны между собой. Управление самолётом может осуществляться экипажем и с помощью автопилота.
Управление рулём высоты производится с помощью штурвальных колонок или рулевой машиной автопилота через механическую проводку
Управление элеронами осуществляется штурвалами, установленными на штурвальных колонках, через механическую проводку.
Управление рулём направления осуществляется двумя парами педалей через механическую проводку.
Управление триммерами электродистанционное с помощью электромеханизма.
Система управления стабилизатором электромеханическая.
Система управления закрылками электрогидромеханическая.
Система стопорения рулей высоты, направления и элеронов электромеханическая состоит из трёх механизмов стопорения.

### Оборудование кабин
Кабина экипажа двухместная, в ней установлены регулируемые кресла, два штурвала, приборные доски с комплектом пилотажно-навигационных приборов. На центральной доске расположены приборы контроля силовой установки и индикатор метеолокатора. Между креслами расположен средний пульт, на котором установлены рычаги управления двигателями.
Пассажирский салон расположен в средней части фюзеляжа. Салон оборудован системой вентиляции и обогрева. Воздух для обогрева и вентиляции отбирается от двигателей и через систему охлаждения и регулятор температуры поступает в кабину. В кабине в зависимости от компоновки устанавливают необходимое количество кресел. В туалете смонтированы унитаз, трубы и санитарный бак. Для перевозки багажа имеется багажное отделение, расположенное по правому борту в хвостовой части пассажирской кабины.

### Электрооборудование
Первичная система электроснабжения самолёта — это постоянный ток напряжением 27 В. Вторичная — система переменного однофазного тока напряжением 115 В и переменного трёхфазного тока напряжением 36 В. Переменный ток подаётся путём преобразования энергии постоянного тока. Аварийная система электроснабжения — постоянный ток напряжением 24 В, питание от двух аккумуляторных батарей. Электрическая система выполнена по однопроводной схеме. В качестве минусового провода используется корпус самолёта.

### Радиоэлектронное оборудование
Бортовое радиоэлектронное оборудование позволяет вести двухстороннюю радиосвязь, как между самолётом и наземными станциями, так и между самолётами, находящимися в воздухе, обеспечивает определение расчётного местоположения самолёта, позволяет совершать посадку по приборам и производить вывод самолёта на радиомаяк. Радиооборудование размещено в носовой части фюзеляжа. Все пульты управления и приборы индикации установлены на приборной доске и пультах в кабине экипажа.

## Модификации
| Тип                                   | Описание | Единиц построено                      |
| Модификации семейства самолётов Як-40 | Модификации семейства самолётов Як-40 | Модификации семейства самолётов Як-40 |
| ------------------------------------- | --- | ------------------------------------- |
| Як-40 (опытный)                       | Опытная серия самолётов. Характерное визуальное отличие — прямой воздухозаборник среднего двигателя. | 6                                     |
| Як-40 (1-я серия)                     | Первые серийные самолёты. |                                       |
| Як-40 (2-я серия)                     | На среднем двигателе начали устанавливать реверсивное устройство. |                                       |
| Як-40 (3-я серия)                     | Боковые двигатели в мотогондолах укороченного размера. |                                       |
| Як-40-25                              | Серийная машина, переоборудованная в летающую лабораторию для испытания радиоэлектронных систем, для чего на месте носового радиопрозрачного обтекателя метеолокатора «Гроза» был смонтирован новый блок оборудования. | 1                                     |
| Як-40 «Аква»                          | Самолёт-лаборатория, произведённый на Минском авиаремонтном заводе по заказу УкрНИИ Госкомгидромета для исследования атмосферы и облаков с использованием контактных и дистанционных методов измерений исследуемых параметров, проведения активных воздействий на конвективные облака с целью образования искусственно стимулируемых осадков и осуществление контроля загрязнения воздушной среды. На самолёты были установлены подкрыльевые контейнеры с пиротехническими патронами. В 1986 году применялся в ликвидации последствий аварии на Чернобыльской АЭС. В начале 90-х годов был переделан в пассажирский самолёт, а 17 мая 2001 года потерпел катастрофу в Иране. | 1 СССР-87937                          |
| Як-40 «Калибровщик»                   | Самолёт-калибровщик для проверок работы аэродромных радиотехнических средств. |                                       |
| Як-40 «Лирос»                         | Самолёт Госкомгидромета СССР, предназначенный для исследования атмосферы и облаков. В 1986 году применялся в ликвидации последствий аварии на Чернобыльской АЭС. | 1 СССР-87536                          |
| Як-40 «Метео»                         | Многоцелевая метеорологическая лаборатория. | 1 СССР-87537                          |
| Як-40 РЭО                             | Разработка Научно-производственного объединения «Взлёт», предназначенная для испытаний различного пилотажно-навигационного оборудования. | 1 СССР-88238                          |
| Як-40 «Салон»                         | Преимущественно экспортная модификация. В зависимости от компоновки различали 2 класса: 1-й на 11 мест с двумя салонами, туалетом и гардеробом между ними, а в хвосте кухня и ещё один туалет с гардеробом; 2-й класс на 16 или 20 мест в одном салоне. | 83                                    |
| Як-40 «Фобос»                         | Летающая лаборатория для проведения научно-исследовательских работ, проводимых НПО имени С. А. Лавочкина. На самолёте проходили испытания разрабатываемых приборов и оборудования пилотируемых и беспилотных космических аппаратов, исследования природных ресурсов и окружающей среды, изучения подстилающей поверхности и атмосферных явлений, визуальной и приборной регистрации аномальных явлений естественного и искусственного происхождения. | 1 СССР-87304                          |
| Як-40 «Шторм»                         | Модификация для исследования атмосферных явлений и воздействия на них. Совместная разработка Высокогорного геофизического института и Минский авиаремонтный завод. | 1 СССР-87992                          |
| Як-40Д                                | Як-40, доработанный для полётов по международным авиалиниям. |                                       |
| Як-40ДТС                              | Десантно-транспортная и санитарная модификация, предназначенная для наземного и воздушного десантирования людей и грузов, а также для перевозки раненых с возможностью оказания им медицинской помощи. |                                       |
| Як-40К                                | Модификация для грузовых и грузопассажирских перевозок на базе серийных самолётов. Максимальная коммерческая нагрузка в грузовом варианте увеличена до 3200 кг. В смешанном — от 10 до 18 пассажиров и с грузом от 2150 до 1150 кг соответственно. |                                       |
| Як-40П (проект)                       | Проект самолёта с повышенной дальностью полёта, разрабатываемый в 1977 году. Предусматривалась установка дополнительных баков в обтекателях на консолях крыльев, ёмкостью 1000 литров каждый. |                                       |
| Як-40Т (туристский)                   | Вариант на 34 пассажирских места. Испытывался в 1970 г. Добавочный ряд кресел был установлен за счёт уменьшения пространства багажного отделения и гардероба. Модификация была признана нецелесообразной по условиям удобства пассажиров и не эксплуатировалась. | 1 СССР-87673                          |
| Jak-40LL                              | (чеш. Letajici labor — летающая лаборатория), заводской № 9431436. Переоборудован в Чехословакии для лётных испытаний турбовинтового авиадвигателя M601, предназначенного для чехословацкого самолёта Let L-410. Двигатель устанавливался на месте носового обтекателя. В дальнейшем испытывались и другие двигатели, а также воздушные винты. | 1 OK-EEA, позже OK-020                |

## Як-40 вЗападном мире
Начиная с 1967 года Як-40 регулярно выставлялся на зарубежных авиасалонах и своими характеристиками смог заинтересовать зарубежных покупателей. Самолёт совершил демонстрационные полёты во многих государствах Европы, Азии, Африки, Австралии и Америки. Одних демонстрационных полётов Як-40 совершил около 500 000 км. У конструкторов была прекрасная возможность проверить самолёт в любых климатических условиях, на аэродромах с разным покрытием, при полётах в горах и долинах. В качестве продавца выступало советское внешнеторговое объединение «Авиаэкспорт», которое получило заказы на Як-40 от авиакомпаний из ФРГ (заказ на 14 самолётов), Италии, Франции и Швеции. Но из-за затянувшегося процесса сертификации (во многом из-за того, что СССР не допускал зарубежных специалистов осмотреть производство самолётов) многим планам не суждено было сбыться.
Сертификат лётной годности Италии и ФРГ был получен в 1972 году и таким образом Як-40 стал первым советским самолётом, получившим возможность эксплуатироваться компаниями капиталистических стран.
Як-40 стал первым советским самолётом, который продавался в страны, имеющие собственную развитую авиационную промышленность.
Помимо Западной Европы «Авиаэкспорт» выступал с предложением к фирме Boeing о совместной продаже и обслуживании Як-40 на территории Северной Америки, но против этого проекта была часть властных структур США и дальше намерений дело не пошло.

### Италия
В Италии Аэрофлот имел долю (30 %) в региональной авиакомпании Aertirrena из Флоренции, под флагом которой СССР решил провести демонстрационный тур по странам Азии и Австралии. 29 сентября 1970 года Як-40 (рег. I-JAKA) был приписан к флоту авиакомпании, а 19 июня 1971 года отправился в тур по маршруту Флоренция → Анкара → Тегеран → Лахор → Нью-Дели → Калькутта → Рангун → Бангкок → Сингапур → Денпасар → Купанг → Дарвин → Маунт-Айза → Мельбурн → Сидней → Канберра → Рома → Шарлевиль → Дарвин → Купанг → Джакарта → Куала-Лумпур → Бангкок → Сонгкхла → Рангун → Калькутта → Дели → Лахор → Карачи → Исфахан → Диярбакыр → Стамбул → Флоренция.
После демо-тура участвовавший в нём Як-40 в 1972 году вернулся в СССР, где получил регистрационный номер СССР-87657 (именно в этот период он попал в кадр рекламного фильма о Як-40), а, так как к этому времени сертификация самолёта в Италии была завершена, вместо него в Италию в тот же год поступили две новые машины (рег. I-JAKE (также оказавшийся в фильме) и I-JAKI), которые Aertirrena сдала в лизинг авиакомпании Olympic Airways.
Из-за финансовых трудностей в 1975 году Aertirrena прекратила работу, а принадлежащие ей Як-40 были переданы в новообразованную авиакомпанию Avio Ligure, которая была создана специально под эксплуатацию Як-40. 28 мая 1977 года один из Яков (рег. I-JAKE) при посадке в аэропорту Генуи выкатился с ВПП в море.
В 1980 году Avio Ligure закрылась. С 1981 по 1987 года оставшийся Як-40 эксплуатировала авиакомпания Cadabo (в 1987 прекратила работу); с 1987 по 1991 — авиакомпания Alinord (закрыта в 1991 году). В итоге самолёт попал в либерийскую авиакомпанию Air Liberia Trp и в 1996 году он был уничтожен на аэродроме выстрелом из гранатомёта во время гражданской войны.

### ФРГ
В начале 1970-х годов германская авиакомпания General Air направила предложение «Авиаэкспорту» о покупке в кредит 5 самолётов Як-40. Советский Союз, заинтересованный в продаже самолётов, согласился, но выдвинул условия сделки: предоплата 30 % и погашение кредита в течение 4-х лет с гарантией от какого-либо из ведущих банков Германии. После ряда переговоров окончательное соглашение выглядело так: предоплата 15 % от стоимости самолётов и кредит на 6 лет, в качестве гаранта выступал частный банк одного из учредителей авиакомпании. Кроме того СССР обязывался организовать склад запчастей и провести обучение пилотов и обслуживающего персонала. 2 октября 1972 года первый Як-40 начал полёты из аэропорта Гамбурга.
Нефтяной кризис 1973 года сильно ударил по бюджету авиакомпании. Из-за неэкономичности двигателей АИ-25 доля расходов на топливо в авиакомпании выросла с 12 до 36 процентов. Плюс к этому один из самолётов (рег. D-BOBD) 19 февраля 1975 года потерпел аварию при посадке в аэропорту Саарбрюккена, после чего борт был списан. В итоге тяжёлое финансовое положение авиакомпании привело к её банкротству.
В 1975 году оставшиеся четыре самолёта были возвращены в СССР и продолжили полёты в Аэрофлоте.

## Як-40 вЛатинской Америке
Помимо Европы и Азии «Авиаэкспорт» активно продвигал самолёт и на южноамериканский рынок, где нетребовательный к развитой аэродромной инфраструктуре Як-40 мог получить неплохой спрос. Причём советская сторона позиционировала Як-40 как прямую замену поршневому Douglas DC-3.
Первая договорённость о поставке 5 самолётов Як-40 была достигнута с колумбийской авиакомпанией Aerocóndor de Colombia. При этом СССР намеревался не ограничиваться продажей, но и решил организовать в портовом городе Барранкилья сборочное производство.
«Авиаэкспорт» изначально предоставил очень льготные условия для покупки самолётов. При цене около 1,2 миллиона американских долларов предоставлялся кредит на следующих условиях: 2 % годовых сроком на 15 лет.
Як-40 (рег. CCCP-87791), произведённый в 1969 году на Саратовском авиационном заводе, был разобран и морем доставлен в Барранкилью. В начале 1972 самолёт был собран советскими специалистами и подготовлен к демонстрационным полётам, программа которых предусматривала и испытания самолёта в высокогорной местности. В Колумбии было совершено 29 полётов в 10 городах. Также демонстрационные полёты выполнялись в Эквадоре (11 полётов в 5 городах), Перу (13 полётов), Венесуэле, Боливии, Бразилии, Чили, Аргентине и Уругвае. После чего машина вновь прибыла в колумбийский город Барранкилью, откуда и начинался маршрут тура.
Далее последовал следующий этап полётов — полёты в странах Центральной и Северной Америки, во время которого Як-40 посетил Коста-Рику, Панаму, Мексику, США и Канаду. Из Канады в Аляску и перелетев через Берингов пролив приземлился на территории СССР — в Анадыре и далее в Москву. Всего за 6 месяцев пребывания в Америке Як-40 под управлением КВС Арсения Леонидовича Колосова налетал более 100 тысяч километров и посетил 14 стран.
Самолёт хоть и оставил приятное впечатление, но так и не нашёл покупателей. Контракт с авиакомпанией Aerocóndor de Colombia был расторгнут по причине того, что колумбийские власти не сертифицировали самолёт. Также был отменён проект по сборке Як-40 в Барранкилье. Только три страны региона выдали сертификат типа: Куба, Боливия и Гватемала.

## Демо-тур в Африке
Последний продолжительный демонстрационный тур был совершён по африканским странам. Для полёта был подготовлен Як-40 (рег. СССР-87597).
Первой точкой на маршруте была столица Эфиопии Аддис-Абеба. Всего было посещено 17 стран Африки. Демо-тур проходил в следующем порядке (указано часть точек маршрута): Аддис-Абеба → Найроби → Дар-Эс-Салам → Лусака → Лагос → Санта-Исабель → Дакар → Нуакшот → Рабат → Тунис. В каждой точке маршрута выполнялись показательные полёты. Самолёт осматривали представители властных и деловых кругов посещаемых стран.

## Лётно-технические характеристики
Данные приведены для самолёта с максимальной взлётной массой 17200 кг при эксплуатации на ВПП с искусственным покрытием.
Источник данных: «Руководство по лётной эксплуатации самолёта Як-40» М. Воздушный транспорт. 1995 год

Технические характеристики
- Экипаж: 3 + 1 бортпроводник
- Пассажировместимость: 27, 31, 34, 36 или 40 человек (в зависимости от варианта компоновки)
- Грузоподъёмность: 3240 кг
- Длина: 20,36 м
- Размах крыла: 25,0 м
- Высота: 6,5 м
- Площадь крыла: 70,0 м2
- Масса пустого: 9850 кг
- Масса снаряжённого: 14265 кг
- Максимальная взлётная масса: 17200 кг
- Масса топлива во внутренних баках: 3910 кг
- Силовая установка: 3 × ТРДД АИ-25
- Тяга: 3 × 1120 кгс (номинальная)
- Вспомогательная силовая установка: 1 × АИ-9 ГТД

Лётные характеристики
- Максимальная скорость: 546 км/ч (на высоте 6000 м)
- Крейсерская скорость: 510 км/ч (на высоте 6000 м)
- Практическая дальность: 820 км (с максимальной коммерческой нагрузкой)[33]
- Перегоночная дальность: 2500 км[33]
- Практический потолок: 6000 м (с пассажирами); 8000 м (перегоночный)
- Скороподъёмность: 7,0 м/с (у земли)
- Длина разбега: 850 м
- Длина пробега: 550 м (с реверсом); 750 м (без реверса)

## Эксплуатация
Самолёт использовался с 1970 года в 19 странах мира.
- Азербайджан — 3 Як-40 в ВВС, по состоянию на 2016 год[35];
- Ангола — 1 Як-40 в ВВС, по состоянию на 2016 год[36];
- Афганистан — 3 шт.;
- Болгария — 13 шт., из них 10 в авиакомпании «Балкан», 2 в санавиации, 1 в инспекции по контролю за воздушным движением;
- Венгрия — 1 шт., летающая лаборатория;
- Вьетнам — 8 шт.;
- Гондурас — 1 шт., продан в 2000 году камчатским авиапредприятием[37];
- Грузия — 2 Як-40 в ВВС, по состоянию на 2016 год[38];
- Замбия — 2 шт., президентский авиаотряд;
- Италия — 3 шт.;
- Камбоджа — 3 шт., были переданы в аренду со сменным советским экипажем на 5 лет;
- Куба — 3 Як-40 в ВВС, по состоянию на 2016 год[39];
- Лаос — 1 Як-40 в ВВС, по состоянию на 2016 год[40];
- Мадагаскар — 2 Як-40 в ВВС, по состоянию на 2016 год[41];
- Польша — 19 шт., почти все в правительственном авиаотряде;
- Россия — 3 Як-40 в авиакомпании «Вологодское авиапредприятие» по состоянию на 2019 год, некоторое количество Як-40 в Пограничной службе ФСБ Российской Федерации, по состоянию на 2016 год[42], а также один самолёт принадлежит коммерческой организации. 3 Як-40 эксплуатируются в АО « Камчатское авиационное предприятие».
- Сирия — 4 Як-40 в ВВС, по состоянию на 2016 год[43];
- Сербия — 2 Як-40 в ВВС, по состоянию на 2016 год[44];
- Чехия — 2 Як-40 в ВВС, по состоянию на 2016 год[45];
- Украина — 3 Як-40 в составе Motor Sich по состоянию на 2019 год[46];
- ФРГ — 5 шт.;
- Экваториальная Гвинея — 2 шт., из которых 1 президентский борт и 1 пассажирский в а/к «ЛАГЕ»;
- Эфиопия — 1 Як-40 в ВВС, по состоянию на 2016 год[47];
- Югославия — 6 шт., правительственный авиаотряд.

В России по состоянию на 1 января 2006 года в Государственном реестре гражданских воздушных судов числилось 265 самолётов Як-40, из них 138 находились в эксплуатации.
По состоянию на февраль 2020 года в мире продолжается эксплуатация, по меньшей мере, пяти десятков самолётов этого типа. Наибольшее количество эксплуатируется Вологодским авиапредприятием (6 единиц) и Syrian Arab Airlines (6 единиц). Также Як-40 продолжают эксплуатироваться в Чехии, Украине, Казахстане, Ливии.

## Происшествия
По данным сайта Aviation Safety Network, по состоянию на 15 марта 2019 года в общей сложности в результате катастроф и серьёзных аварий были потеряны 107 самолётов Як-40. Як-40 пытались угнать 10 раз, при этом погибли 3 человека. Всего в этих происшествиях погибло 864 человека.
| Дата      | Бортовой номер | Место катастрофы              | Жертвы   | Краткое описание |
| --------- | -------------- | ----------------------------- | -------- | --- |
| 03.09.70  | 87690          | у Ленинабада                  | 21/21    | Столкнулся с горой. |
| 28.07.71  | 87719          | Быково                        | 0/н. д.  | При посадке выкатился с ВПП. |
| 25.01.72  | YA-KAD         | Хост                          | 0/н. д.  | Столкнулся с деревьями. |
| 04.05.72  | 87778          | Братск (а/п)                  | 18/18    | При заходе на посадку попал в сдвиг ветра и разбился. |
| 22.11.72  | 87819          | у Красноярска                 | 0/н. д.  | Разбился при взлёте из-за ошибок экипажа. |
| 28.02.73  | 87602          | Семипалатинская область       | 32/32    | Через полминуты после взлёта разбился и сгорел. |
| 08.08.73  | 87790          | Архангельск                   | 1/31     | При взлёте заклинило руль высоты. Самолёт выкатился с ВПП на грунт и разрушился. |
| 02.11.73  | 87607          | аэропорт Внуково              | 2/31     | Попытка угона. |
| 21.12.73  | 87629          | Ереван                        | н. д.    | Грубая посадка в условиях тумана. |
| 09.04.74  | 87369          | Казань                        | 0/34     | Прерванный взлёт, столкновение с препятствиями и разрушение самолёта. |
| 02.05.74  | 87398          | Ростов-на-Дону                | 1/38     | Прерванный взлёт, самолёт разрушен. |
| 23.05.74  | 87579          | Киевская область              | 29/29    | Разбился при заходе на посадку. |
| 14.12.74  | 87630          | Бухара                        | 7/19     | Перед взлётом не был снят механизм стопорения руля высоты. Выкатился за пределы ВПП. |
| 28.01.75  | 87825          | Запорожье                     | 0/17     | Самолёт не оторвался от ВПП, выкатился с неё и через 25 м после торца левой плоскостью снёс будку метеорологов. |
| 19.02.75  | D-BOBD         | Саарбрюккен                   | 0/16     | При посадке выкатился с ВПП. |
| 15.07.75  | 87475          | у Батуми                      | 41/41    | Врезался в гору при нестандартном уходе на второй круг. |
| 15.08.75  | 87323          | Красноводская область         | 23/38    | При заходе на посадку попал в вертикальный нисходящий воздушный поток, врезался в скалу |
| 06.10.75  | 87328          | Киров                         | 0/32     | Жёсткое приземление с убранными шасси после падения оборотов всех трёх двигателей. |
| 22.10.75  | 87458          | Новгород                      | 5+6/6    | Потерял ориентировку в тумане, врезался в жилой дом. |
| 19.03.76  | YK-AQC         | Бейрут                        | н. д.    | Уничтожен на стоянке выстрелом из гранатомёта (теракт), сгорел. |
| 09.09.76  | 87772          | Чёрное море                   | 52+18/18 | Из-за ошибки диспетчера столкнулся в воздухе с Ан-24. |
| 07.12.76  | 87756          | у Армавира                    | 0/29     | Исчерпал топливо по пути на запасной аэродром, аварийная посадка в поле. |
| 16.12.76  | 87638          | Запорожская область           | 5/5      | Тренировочный полёт. Сорвался в штопор и разбился. |
| 17.12.76  | 88208          | Усть-Кут                      | 7/7      | Задел деревья и упал в лес сразу после взлёта. |
| 30.03.77  | 87738          | под Ждановым                  | 8/27     | При сильном тумане снизился ниже глиссады и разбился. |
| 28.05.77  | I-JAKE         | Генуя                         | 0/4      | При посадке выкатился с ВПП и затонул в море. |
| 13.10.77  | 87948          | у Ростова-на-Дону             | 2/22     | В полёте неожиданно открылся грузовой люк. |
| 08.04.78  | 87911          | Алдан                         | 0/17     | При взлёте развился правый крен, врезался в бруствер. |
| 02.10.78  | 87544          | Тбилиси                       | 0/30     | Аварийная посадка после отказа гидросистемы, повреждён. |
| 07.10.78  | 87437          | Свердловск                    | 38/38    | Разбился после взлёта из-за отказа первого двигателя. |
| 20.03.79  | 87930          | Чарджоу                       | 0/34     | Попал в спутный след вертолёта Ми-6, грубая посадка. |
| 16.11.79  | 87454          | Вологда                       | 3/5      | При посадке в тумане разбился в лесу и сгорел. |
| 03.02.80  | CU-T1219       | Баракоа                       | 1/37     | Разбился. |
| 08.06.80  | D2-TYC         | Матала                        | 19/19    | Сбит ракетой кубинских ПВО, размещённых в Анголе, целившихся в американский самолёт. |
| 12.06.80  | 87689          | у Душанбе                     | 29/29    | При обходе грозового фронта отклонился от маршрута и столкнулся с горой. |
| 18.07.80  | 87893?         | Архангельск                   | 0/27     | При взлёте отключился двигатель, самолёт разбился. |
| 29.08.81  | 87346          | Зея                           | 3/34     | Разбился при заходе на посадку в СМУ. |
| 18.09.81  | 87455          | Железногорск-Илимский         | 7+33/33  | При заходе на посадку столкнулся с Ми-8. Ошибка диспетчера. |
| 16.01.82  | 87902          | Шевченко                      | 0/3      | Посадка на брюхо после полной выработки топлива. |
| 31.05.82  | 87485          | Днепропетровск                | 0/35     | Выкатился с ВПП. |
| 14.08.82  | 98102          | Базарные Матаки, около Казани | 4/4      | Разбился после пожара на борту. |
| 19.04.83  | 87291          | Ленинаканская область         | 21/21    | Из-за ошибок диспетчера и экипажа врезался в гору. |
| 29.06.83  | 87808          | Казарман                      | 0/9      | Попал в ветровой сдвиг. |
| 15.08.83  | 87201          | Омсукчан                      | 0/9      | Не смог взлететь из-за перегруза, выкатился с ВПП. |
| 11.10.85  | 87803          | Кутаисский сельский округ     | 14/14    | Из-за ошибок диспетчера вошёл в зону ливня и врезался в гору. |
| 18.04.86  | 87236          | Казань                        | 0/0      | После выполнения рейса проводилось техническое обслуживание самолёта по Ф-В, во время которого было обнаружено разрушение передних гнёзд крепления боковых двигателей. Отсутствие на ВС самописца КЗ-63 не дало возможности в полном объёме установить, когда имело место воздействие на двигатели чрезмерной нагрузки и её величину. Самолёт списан. |
| 17.05.86  | 87928          | Ханты-Мансийский район        | 5/5      | Облёт после ТО. При выполнении недопустимых манёвров развалился в воздухе. |
| 16.01.87  | 87618          | Ташкент                       | 9/9      | Попал в спутный след Ил-76 и разбился. |
| 25.01.87  | 87696          | Тарногский Городок            | 0/26     | В процессе разгона произошёл самопроизвольный увод колеса передней стойки шасси влево в результате отказа распределительно-демпфирующего механизма РДМ-4. Самолёт выкатился за пределы БПБ и столкнулся с земляным бруствером, получив значительные повреждения.                                                                                      |
| 19.06.87  | 87826          | Бердянск                      | 8/29     | При посадке в сильный ливень выкатился с ВПП. |
| 08.01.88  | D2-TYD         | Луанда                        | 0/н. д.  | Выкатился с ВПП на пробеге после посадки. |
| 24.01.88  | 87549          | Нижневартовский район         | 27/31    | Отказ двух двигателей после взлёта. |
| 02.08.88  | LZ-DOK         | у Софии                       | 28/37    | Не смог взлететь из-за неправильного положения стабилизатора, выкатился за пределы ВПП и сгорел. |
| 14.08.89  | 88252          | Нерюнгри                      | 0/н. д.  | Списан после грубой посадки в СМУ. |
| 02.09.89  | 87509          | Фрунзе                        | 0/43     | Отказ гидросистемы при заходе на посадку. |
| 15.09.89  | 87391          | Джалал-абад                   | 0/30     | Грубая посадка. |
| 01.08.90  | 87453          | Степанакертский район         | 46/46    | Отклонился от схемы захода на посадку и врезался в гору. |
| 09.09.90  | 87914          | Павлодар                      | 0/22     | При нарушении схемы захода на посадку борт 87914 после приземления выкатился с ВПП и врезался в стоящий на перроне борт 87451 |
| 09.09.90  | 87451          | Павлодар                      | н. д.    | При нарушении схемы захода на посадку борт 87914 после приземления выкатился с ВПП и врезался в стоящий на перроне борт 87451 |
| 24.10.90  | CU-T1202       | Пунта Хардинеро               | 11/31    | Ошибки в пилотировании, разбился в 4 км от ВПП. |
| 07.11.91  | 87526          | Махачкалинский район          | 51/51    | Из-за ошибок диспетчера и экипажа врезался в гору. |
| март 1992 | 87385          | н. д.                         | 0/н. д.  | Списан после грубой посадки. Восстановлен на Саратовском авиазаводе и продолжал полёты. |
| 09.05.92  | 87532          | Сисиан                        | 0/33     | Перевозил беженцев из Степанакерта в Ереван. Был подбит азербайджанским Су-25, совершил аварийную посадку. |
| 13.05.92  | 88235          | Чарджоу                       | 0/40     | При посадке в грозу задел крылом радиомачту, упал на землю и сгорел. |
| 01.08.92  | YA-KAF         | Кабул                         | н. д.    | Уничтожен на стоянке миномётным огнём. |
| 01.08.92  | YA-KAB         | Кабул                         | н. д.    | Уничтожен на стоянке миномётным огнём. |
| 14.09.92  | 87411          | Нерюнгри                      | 0/4      | Пожар третьего двигателя. |
| 14.11.92  | VN-A449        | у Сон Чунга                   | 30/31    | Отклонился от маршрута и столкнулся с горой. |
| 28.08.93  | YE-87995       | Хорог                         | 82/86    | Перегруженный самолёт не смог взлететь, упал в реку Пяндж. |
| 25.02.94  | OB-1559        | Тинго-Мария                   | 31/31    | Столкнулся с горой. |
| 17.07.94  | RA-87256       | Бома                          | 5/9      | Выкатился с ВПП на пробеге, упал в овраг. |
| 26.09.94  | RA-87468       | Ванаварский сельсовет         | 28/28    | Упал в 30 км от Ванавара из-за выработки топлива, ошибка экипажа в выборе запасного аэродрома. |
| 26.09.94  | RA-88254       | Махачкала                     | 1/н. д.  | Угон самолёта, при штурме угонщик взорвал бомбу. |
| 05.11.94  | OB-1569        | Сапосоа                       | 6/31     | Прерванный взлёт. |
| 25.01.95  | RA-87464       | Ростов-на-Дону                | 0/10     | Выкатился с ВПП на пробеге, врезался в бетонный забор. |
| 13.04.95  | UN-88181       | Джамбул                       | 0/31     | Выкатился с ВПП на пробеге, отказ техники. |
| 1996      | RA-87999       | Монровия                      | 0/0      | Уничтожен выстрелом из гранатомёта на стоянке во время гражданской войны. |
| 28.06.96  | RA-87423       | Алдан                         | 0/11     | Отказ двигателя при заходе на ВПП и последующая грубая посадка с разрушением носовой стойки шасси. |
| 25.07.96  | RA-87573       | Монровия                      | 0/9      | В сложных метеоусловиях(сильный ливень) было выполнено две попытки захода. На третьем заходе пилот на высоте 10 м довыпустил закрылки с 20° до 35° и включил реверс. Самолёт потерял скорость, упал за 10 м до полосы и разрушился. |
| 26.10.96  | RA-88527       | Ханты-Мансийск                | 5/37     | При сильном снегопаде экипаж перепутал огни ВПП с вертолётной площадкой, совершил на неё посадку и столкнулся с тремя Ми-8. |
| 29.01.97  | RA-87552       | Шушенский сельсовет           | 0/28     | Разбился при заходе на посадку в сложных метеоусловиях. |
| 19.02.97  | UN 87233       | Семипалатинск                 | 0/18     | Выкатился с ВПП на пробеге. |
| 15.05.97  | 4K-87504       | Гянджа                        | 6/6      | Тренировочный полёт. Пролетал над полигоном и был случайно обстрелян. |
| 29.10.97  | YA-KAE         | Джелалабад                    | 1/н. д.  | Разбился при заходе на посадку. |
| 1998      | UR-87592       | Рим                           | н. д.    | Повреждён из-за пожара двигателя. |
| 14.04.98  | EX-87529       | Джалал-абад                   | 0/н. д.  | Выкатился с ВПП на пробеге. |
| 25.05.98  | RDPL-34001     | Сиангкхуанг                   | 26/26    | Разбился при заходе на посадку в сложных метеоусловиях. |
| 21.10.98  | EK-88272       | Ереван                        | 4+0/37   | При взлёте столкнулся с выехавшим на ВПП военным микроавтобусом. |
| 20.03.99  | RA-87587       | Бата                          | 0/33     | Прерванный взлёт из-за попадания птицы в средний двигатель, выкатился с ВПП. |
| 19.05.99  | TL-ACO         | Берберати                     | 0/33     | Выкатился с ВПП на пробеге. |
| 26.08.99  | UK 87848       | Турткуль                      | 2/33     | При уходе на второй круг задел ЛЭП и упал на землю. |
| 09.03.00  | RA-88170       | Шереметьево                   | 9/9      | Разбился при взлёте из-за обледенения. Погибли Артём Боровик и Зия Бажаев. |
| 17.05.01  | EP-TQP         | около Сари                    | 30/30    | Разбился. Погибли министр транспорта Ирана Рахман Дадман и семеро парламентариев. |
| 23.09.01  | RA-87481       | Тигиль, Камчатский край       | 0/21     | Грубая посадка, подломилась носовая стойка шасси. |
| 21.10.01  | EX-87470       | Ош                            | 0/36     | Прерванный взлёт, самолёт выкатился с ВПП. |
| 09.04.03  | UK 87367       | Ургенч                        | 0/н. д.  | Прерванный из-за отказа двигателя взлёт, самолёт выкатился с ВПП и получил повреждения. |
| 13.01.04  | UK-87985       | Ташкент                       | 37/37    | Грубая посадка в 260 метров от конца ВПП из-за ошибок экипажа. Самолёт протаранил аэродромную постройку, забор, после чего вылетел в речку за пределами аэропорта, развалился и сгорел. |
| лето 2004 | RA-87953       | Тиличики                      | 0/н.д.   | При посадке в СМУ 30м / 2500м (ниже минимума), выкатился за пределы ВПП на 100 метров, командир Эдуард Устинович. Без повреждений, вылетел обратно в Елизово. |
| 19.07.05  | RP-C2803       | Катиклан-Малай                | 0/23     | На пробеге лопнули пневматики колёс шасси, при попытке отбуксировать самолёт с ВПП произошло разрушение стоек шасси. |
| 02.11.06  | RP-C2695       | Катиклан-Малай                | 0/3      | На пробеге лопнули пневматики колёс шасси, самолёт выкатился с ВПП и получил повреждения. Затоплен около острова Боракай для развлечения туристов-дайверов на глубине около 30 м. |
| 23.06.07  | EX-901         | Нарынская область             | 0/14     | Борт МЧС Киргизии. Остановка двух двигателей в полёте, аварийная посадка. |
| 31.01.10  | D2-FER         | Луанда                        | 0/?      | Экипаж на посадке забыл выпустить шасси. Самолёт списан из-за проблем с ремонтом в Анголе. Жертв и пострадавших нет. Авиапроисшествие широкой огласке не предавалось. |
| 17.03.11  | 5A-DKG         | Бенгази                       | 0/0      | Повреждён на стоянке в ходе боевых действий. |
| 17.03.11  | 5A-DKM         | Бенгази                       | 0/0      | Повреждён на стоянке в ходе боевых действий. |
| 16.04.11  | RA-88241       | Камчатский край               | 0/31     | Выехал за пределы взлётной полосы и завалился на правое крыло. |
| 26.05.14  | UR-MMK         | Донецк                        | 0/н. д.  | Уничтожен в ходе боя за аэропорт. |
| 18.02.15  | UR-MIG         | Борисполь                     | 0/н. д.  | В городе Борисполе на стоянке хранения авиатехники произошло столкновение двух летательных аппаратов. В результате грубой ошибки двигатели Ан-26Б EW-246TG были выведены на режим «максимал», и самолёт начал движение по территории стоянки, в результате он столкнулся с Як-40 UR-MIG.                                                              |
| 22.08.15  | н. д.          | Пригород Казани               | 0/0      | При транспортировке Як-40 сломалась трубка в сцепке и врезался в отбойник. |

## Як-40 в музеях и на постаментах
| Тип    | Бортовой номер                                     | Местонахождение | Изображение |  |
| ------ | -------------------------------------------------- | --- | ----------- |  |
| Як-40  | RA-87958 Источник: Материалы сайта www.uvatskie.ru | Владивосток Авиа установлен на территории студенческого городка ВГУЭС во Владивостоке |             |  |
| Як-40  | RA-87550                                           | Белгородская область, на трассе между сёлами Серетино и Порубежное |             |  |
| Як-40  | UR-SAN                                             | Государственный музей авиации Украины |             |  |
| Як-40  | UR-XYZ                                             | Государственный музей авиации Украины |             |  |
| Як-40К | CCCP-87490                                         | Центральный музей Военно-воздушных сил РФ, Монино |             |  |
| Як-40  | 045                                                | Музей ВВС в Демблине (Muzeum Sił Powietrznych w Dęblinie), Польша |             |  |
| Як-40  | СССР-87721                                         | Донецкая область, Славянск, на территории Славянского колледжа Национального авиационного университета |             |  |
| Як-40  | СССР-87734                                         | Днепропетровская область, Кривой Рог, возле Криворожского авиационного колледжа Национального авиационного университета |             |  |
| Як-40  | СССР-87766                                         | Днепропетровская область, Кривой Рог, в экспозиции Музея авиации Криворожского авиационного колледжа Национального авиационного университета |             |  |
| Як-40  | СССР-87773                                         | Днепропетровская область, Кривой Рог, в экспозиции Музея авиации Криворожского авиационного колледжа Национального авиационного университета |             |  |
| Як-40  | СССР-87749                                         | На территории центрального сквера г. Степняк Акмолинская область, Казахстан |             |  |
| Як-40  | RA-87943                                           | г. Нерюнгри, Республика Саха (Якутия), на аллее Первостроителей города |             |  |
| Як-40  | RA-87448                                           | г. Братск, Иркутской области, территория аэропорта |             |  |
| Як-40  | RA-87986                                           | г. Липецк, территория аэропорта |             |  |
| Як-40  | CCCP-87748                                         | г. Курган, Музей авиации |             |  |
| Як-40  | RA-88244                                           | пгт Берёзово, Аэропорт Берёзово |             |  |
| Як-40  | RA-88180                                           | г. Череповец, территория аэропорта |             |  |
| Як-40  | СССР-87750                                         | г. Кирсанов Тамбовская обл. Кирсановский авиационно-технический колледж бывший. КАТУГА) |             |  |
| Як-40  | MINSKAVIA EW-88202                                 | Национальный аэропорт Минск |             |  |
| Як-40  | RA-87234                                           | Установлен в детском парке аттракционов «Радуга». г. Усинск Республика Коми. |             |  |
| Як-40  | HA-LRA                                             | Построен в 1974 году, в эксплуатации до 1996 года, в 2001 году передан в музей «Аэропарк» в будапештском аэропорту имени Ференца Листа |             |  |
| Як-40  | HA-YLR                                             | Калибровщик, в Будапеште с 1975 года. В 1978 году укомплектован бортовым контрольным оборудованием. Эксплуатировался совместно с авиакомпанией LINAIR. После длительного хранения весной 2001 года передан в музей «Аэропарк» в будапештском аэропорту имени Ференца Листа |             |  |
| Як-40  | RA-88296                                           | Югорск, возле офиса «Газпромтрансгаз» |             |  |
| Як-40  | RA-87325                                           | Создан 31 августа 1973. Использовался с 17 сентября 1973 по 5 сентября 2005 года компанией Владивосток авиа. Установлен на вечную стоянку 17 августа 2007 года в аэропорту «Владивосток» Город Артём.                                                                      |             |  |
| Як-40  | RA-87900                                           | выпущен 8 июля 1977. распилен на 2 части, передняя часть используется как музей в городе Боровск |             |  |
| Як-40  | RA-87535                                           | Стоит на улице Металлургов в Красноярске [[]] |             |  |
| Як-40  | RA 87273                                           | Выпущен в 1967 году. Установлен недалеко от здания районной администрации в селе Уват Тюменской области |             |  |

Ещë один Як-40 в качестве постамента также стоял в посëлке Войвож (Республика Коми) в период с 2001 по 2006 год. Впоследствие, был демонтирован и порезан на металлолом.